# 潘毓刚
潘毓刚（1937年—），男，祖籍广东梅县，生于广州，美籍华裔量子化学家，波士顿学院化学系终身教授，曾任欧美同学会海外名誉副会长。

## 家庭
祖父潘祥初。父亲潘枢润，母亲梁莅庄。